# عمر یاگنه
عمر یاگنه (انگلیسی: Omar Jagne؛ زادهٔ ۱۰ ژوئن ۱۹۹۲) بازیکن فوتبال اهل گامبیا است.
از باشگاه‌هایی که در آن بازی کرده است می‌توان به باشگاه فوتبال دالکورد اشاره کرد.
وی همچنین در تیم ملی فوتبال گامبیا بازی کرده است.